# Балуда, Виктор Михайлович
Ви́ктор Миха́йлович Ба́луда (родился 30 сентября 1992 года в Москве, Россия) — российский теннисист; призёр теннисного турнира Летних юношеских Олимпийских игр в парном разряде; полуфиналист двух юниорских турниров Большого шлема в парном разряде (Roland Garros, US Open-2010).

## Общая информация
Виктор впервые взял ракетку в руки в пять лет; с семи лет он стал тренироваться в СК «Балашиха». В юниорский период дважды (в девять-десять и в 15 лет) менял тренера; параллельно с пятнадцатилетнего возраста по несколько месяцев тренировался в Нидерландах с тренером Фрицем Доном.
Россиянин обладает специфической техникой игры с бэкхенда.
Балуда учится в Московской государственной академии физической культуры.
Премии
- Лауреат национальной теннисной премии «Русский кубок» в номинации «Команда мечты» (2010).

## Спортивная карьера
В 2010 году вместе с Михаилом Бирюковым завоевал серебряную медаль в парных выступлениях на I летних юношеских Олимпийских играх в Сингапуре.

## Рейтинг на конец года
| Год  | Одиночный рейтинг | Парный рейтинг |
| 2016 | 630               | 866            |
| 2015 | 883               |                |
| 2014 | 368               | 158            |
| 2013 | 381               | 166            |
| 2012 | 403               | 537            |
| 2011 | 408               | 600            |
| 2010 | 754               | 1413           |

## Выступления на турнирах

### Финалы челленджеров и фьючерсов в одиночном разряде (12)

#### Победы (6)
| Титулы            |
| Челленджеры (0-0) |
| Фьючерсы (6-6)    |

| Титулы по покрытиям | Титулы по месту проведения матчей турнира |
| ------------------- | ----------------------------------------- |
| Хард (2+5)          | Зал (0+2)                                 |
| Грунт (3+3)         | Зал (0+2)                                 |
| Трава (0)           | Открытый воздух (5+6)                     |
| Ковёр (1)           | Открытый воздух (5+6)                     |

| №  | Дата            | Турнир            | Покрытие  | Соперник в финале | Счёт           |
| 1. | 13 ноября 2011  | Тайнань, Тайвань  | Грунт     | Дарио Перес       | 6-3 6-3        |
| 2. | 20 ноября 2011  | Тайнань, Тайвань  | Грунт     | Чжэнь Ти          | 6-7(6) 6-3 7-5 |
| 3. | 8 декабря 2012  | Гонконг           | Хард      | Алекс Болт        | 6-4 6-2        |
| 4. | 16 августа 2014 | Казань, Россия    | Хард      | Таль Гольденгорен | 6-2 6-1        |
| 5. | 29 августа 2014 | Казань, Россия    | Грунт     | Филип Давыденко   | 6-3 6-4        |
| 6. | 7 февраля 2016  | Баку, Азербайджан | Ковёр (i) | Михаил Конецны    | 7-5 7-6(7-2)   |

#### Поражения (6)
| №  | Дата            | Турнир                 | Покрытие | Соперник в финале | Счёт           |
| 1. | 3 июля 2011     | Мидделбург, Нидерланды | Грунт    | Янник Мертенс     | 4-6 4-6        |
| 2. | 15 декабря 2012 | Гонконг                | Хард     | Алекс Болт        | 3-6 5-7        |
| 3. | 1 июня 2013     | Москва, Россия         | Грунт    | Аслан Карацев     | 6-4 2-6 2-6    |
| 4. | 3 августа 2013  | Балашиха, Россия       | Грунт    | Валерий Руднев    | 3-6 3-6        |
| 5. | 24 октября 2014 | Минск, Беларусь        | Хард(i)  | Евгений Тюрнев    | 6-2 5-7 6-7(4) |
| 6. | 30 мая 2015     | Пантиани, Грузия       | Хард     | Гжегож Панфиль    | 1-6 6-7(0-7)   |

### Финалы челленджеров и фьючерсов в парном разряде (18)

#### Победы (9)
| №  | Дата            | Турнир             | Покрытие | Партнёр             | Соперники в финале                     | Счёт              |
| -- | --------------- | ------------------ | -------- | ------------------- | -------------------------------------- | ----------------- |
| 1. | 5 августа 2011  | Москва, Россия     | Грунт    | Александр Румянцев  | Михаил Фуфыгин Сергей Кротюк           | 6-4 6-2           |
| 2. | 8 сентября 2012 | Вирден, Нидерланды | Грунт    | Янник Эббингаус     | Сандер Арендс Элрой Миддендорп         | 6-3 6-2           |
| 3. | 27 октября 2012 | Астана, Казахстан  | Хард(i)  | Сергей Кротюк       | Жюльен Каньина Михаил Вакс             | 6-7(7) 6-4 [10-7] |
| 4. | 2 марта 2013    | Актобе, Казахстан  | Хард(i)  | Мате Павич          | Гун Маосинь Чжан Цзэ                   | 6-2 6-3           |
| 5. | 5 мая 2013      | Аньнин, Китай      | Грунт    | Дино Марцан         | Сэмюэль Грот Джон-Патрик Смит          | 6-7(5) 6-4 [10-7] |
| 6. | 18 августа 2013 | Казань, Россия     | Хард     | Константин Кравчук  | Иво Клец Юрген Цопп                    | 6-3 6-4           |
| 7. | 3 августа 2014  | Сеговия, Испания   | Хард     | Александр Кудрявцев | Брайдан Клейн Никола Мектич            | 6-2 4-6 [10-3]    |
| 8. | 16 августа 2014 | Казань, Россия     | Хард     | Евгений Карловский  | Андрей Савельев Михаил Вакс            | 7-6(6) 6-3        |
| 9. | 6 июня 2015     | Пантиани, Грузия   | Хард     | Иван Калинин        | Георгий Джавашвили Александр Метривели | 7-5 6-1           |

#### Поражения (8)
| №  | Дата            | Турнир            | Покрытие | Партнёр            | Соперники в финале                   | Счёт            |
| -- | --------------- | ----------------- | -------- | ------------------ | ------------------------------------ | --------------- |
| 1. | 4 марта 2011    | Черкассы, Украина | Хард(i)  | Александр Румянцев | Михал Конечный Михал Шмид            | 6-4 4-6 [11-13] |
| 2. | 4 ноября 2011   | Пхукет, Таиланд   | Хард(i)  | Джимми Ван         | Санчай Ративатана Сончат Ративатана  | 6-7(10) 4-6     |
| 3. | 8 декабря 2012  | Гонконг           | Хард     | Евгений Карловский | Джейсон Чун Райан Тачер              | 1-6 1-6         |
| 4. | 23 февраля 2013 | Актобе, Казахстан | Хард(i)  | Мате Павич         | Александр Кудрявцев Юрий Щукин       | 6-7(6) 2-6      |
| 5. | 3 августа 2013  | Балашиха, Россия  | Грунт    | Александр Румянцев | Александр Красноруцкий Антон Манегин | 3-6 4-6         |
| 6. | 16 марта 2014   | Казань, Россия    | Хард(i)  | Константин Кравчук | Флавио Чиполла Горан Тошич           | 6-3 5-7 [10-12] |
| 7. | 6 апреля 2014   | Сен-Бриё, Франция | Хард(i)  | Филипп Маркс       | Доминик Мефферт Тим Пютц             | 4-6 3-6         |
| 8. | 20 апреля 2014  | Чэнду, Китай      | Хард     | Илья Ивашко        | Гун Маосинь Ли Чжэ                   | 1-0 — отказ     |
| 9. | 30 мая 2016     | Пантиани, Грузия  | Хард     | Иван Калинин       | Марко Бортолотти Тьягу Монтейру      | 6-7(7-9) 5-7    |

## Интересные факты
- В декабре 2009 года на теннисном турнире Orange Bowl Виктор был дисквалифицирован за драку, в которой также участвовали российский теннисист Ричард Музаев и американский теннисист Кэмпбелл Джонсон[3].